# Piano di Trefftz
In campo aerodinamico, il piano di Trefftz è una porzione di spazio, collocata ad una distanza opportuna dal corpo considerato ed in modo perpendicolare alla scia generata dallo stesso, che permette di valutare la variazione di energia totale prodotta dall'avanzamento del corpo. Il concetto venne introdotto dal matematico tedesco Erich Trefftz.

## Interpretazione fisica
Sia fissato un sistema di riferimento solidale al terreno e in questo si consideri un corpo (non necessariamente aerodinamico) che si muove nel fluido aria. L'asse delle ordinate è posto in direzione e verso concorde al moto. Sull'asse delle ordinate viene riportata la somma dell'energie di tutte le particelle contenute in un piano ortogonale all'asse delle ascisse in un punto specifico.
Considerando il moto adiabatico {\displaystyle dq=0} rotazionale {\displaystyle rot({\vec {v}})\neq 0} stazionario {\displaystyle {dt \over dx}=0} e livellato, allora dal teorema delle forze vive possiamo dedurre che:
{\displaystyle \Delta E=L^{(est)}={\vec {F}}\cdot \Delta x}
{\displaystyle (-drag;lift)\cdot (t\Delta u;0)=-drag\cdot t\Delta u}
dove con {\displaystyle u}si è indicato il modulo del vettore velocità. Indicando con {\displaystyle e_{0}}la differenza tra le curve agli istanti {\displaystyle t_{0}}e {\displaystyle t_{0^{+}}}sarà:
{\displaystyle \Delta E=(u\cdot \Delta t;e_{0})=ue_{0}\Delta t=-drag\cdot u\Delta t=L^{(est)}}
{\displaystyle e_{0}=-drag}
Per qualunque corpo, la resistenza aerodinamica è associata all'energia cinetica misurata in un piano posizionato sufficientemente distante dal corpo. Questi ragionamenti rimangono validi anche in condizioni non adiabatiche con l'unica differenza che al posto del teorema delle forze vive andrebbe applicato il bilancio delle energie derivato dalla prima equazione della termodinamica.
Quando {\displaystyle {dt \over dx}\neq 0} la differenza tra le curve agli istanti {\displaystyle t_{0}}e {\displaystyle t_{0^{+}}} sarà riscontrabile anche nel caso {\displaystyle rot({\vec {v}})=0}. 
Una variazione di accelerazione provoca, rispettivamente a seconda che sia positiva o negativa, un innalzamento o abbassamento della curva. Questo provoca effetti indesiderati nelle brusche frenate di mezzi che si muovono in un fluido in quanto l'effetto aerodinamico che si genera è pari ad una spinta nella direzione del moto.